# Denis Rey
Denis Rey (* 9. Februar 1966 in La Tronche) ist ein ehemaliger französischer Skirennläufer.

## Karriere
Rey feierte sein internationales Renndebüt bei den Juniorenweltmeisterschaften 1984 in Sugarloaf, Maine. Dort gewann er vor dem Briten Graham Bell und seinem Landsmann Didier Paget die Goldmedaille in der Abfahrt. 
1986 wurde er französischer Meister in der Abfahrt.
Nach diesen ersten großen Erfolgen dauerte es jedoch fast genau vier Jahre bis Rey seine ersten Weltcuppunkte gewinnen konnte. Am 20. März 1988 belegte er bei der Kombination in Åre Rang 13.
Seine erste Top-10-Platzierung im Weltcup gelang Rey am 15. Januar 1989 bei der Kombination von Kitzbühel beim Hahnenkammrennen. Aufgrund dieser Leistung wurde er für die Weltmeisterschaften in Vail, Colorado nominiert. Dort erreichte er im Super-G den 18. Platz, in der Abfahrt wurde er 31.
Bei der Abfahrt von Schladming am 11. Januar 1990 erreichte er mit Platz 4 seine beste Platzierung im Weltcup. Auf den drittplatzierten Daniel Mahrer fehlten ihm nur 7 Hundertstelsekunden.
Von diesem Zeitpunkt an gelangen Rey immer wieder vereinzelte Spitzenresultate, der komplette Durchbruch sollte ihm jedoch nie gelingen.
Bei den Olympischen Winterspielen 1992 in Albertville belegte Rey in der Abfahrt Rang 27, in der Alpinen Kombination wurde er disqualifiziert.
1993 erreichte Rey bei den Weltmeisterschaften in Morioka mit Platz 6 in der Abfahrt sein mit Abstand bestes Ergebnis bei einem internationalen Großereignis. Bei einem stark vom Wetter beeinflussten Rennen wurde er erst von den mit höheren Nummern gestarteten Läufern wie Urs Lehmann oder AJ Kitt vom Podest verdrängt.
Nach der Saison 1992/93 verlor Rey den Anschluss an die Weltspitze komplett. So gelang ihm keine einzige Platzierung unter den besten 30 in den nächsten 3 Saisonen. Erst am 2. Februar 1996 gewann er mit Rang 28 bei der Abfahrt von Garmisch-Partenkirchen wieder Weltcuppunkte.
Nach der Saison 1995/96 ist Rey nicht mehr als Skirennläufer in Erscheinung getreten.

## Erfolge

### Olympische Winterspiele
- Olympische Winterspiele 1992: 27. Abfahrt, DSQ Alpine Kombination

### Weltmeisterschaften
- Vail 1989: 18. Super-G, 31. Abfahrt
- Saalbach-Hinterglemm 1991: 11. Abfahrt[4]
- Morioka 1993: 6. Abfahrt

### Weltcup
- 2 Platzierungen unter den besten 5

### Juniorenweltmeisterschaften
- Sugarloaf 1984: 1. Abfahrt, DNF Riesenslalom

### Europacup
- 2 Platzierungen unter den besten 15

### Weitere Erfolge
- Französischer Meister in der Abfahrt 1986